# Next Luxembourg
Next Luxembourg ou Next Alt est une holding de droit luxembourgeois fondée en 2015. Il s'agit de l'une des holdings personnelles de l'homme d'affaires franco-maroco-israélien Patrick Drahi, contrôlant le 4e câblo-opérateur américain Altice USA, ainsi qu'Altice France et Altice International depuis la scission d'Altice Europe,,. Elle détient la marque « Altice ».

## Historique
En septembre 2020, Next Private B.V., l'une des holdings personnelles de Patrick Drahi, acquiert les participations qu'elle ne détient pas dans Altice Europe, pour 2,5 milliards d'euros, pour supprimer ce dernier de sa cotation boursière,. En décembre 2020, Next Private relève son offre de 30 %, soit à 5,35 euros, sur Altice Europe.
Fin janvier 2021, l'OPA de Patrick Drahi, via sa holding Next Private B.V., lui permet d'obtenir 92,02 % du capital d'Altice Europe, grâce à une opération coûtant 3,1 milliards d'euros.

## Activités
Les activités détenues par Patrick Drahi se déclinent en quatre principales entités, au 2 mars 2025 :
- Altice USA (détenu à 12,3 %) :
  - Optimum,
  - News 12 Networks ;
- Altice France (détenu à 55 %) : 
  - SFR, etc.,
  - RMC Sport (Altice SportsCoTV) ;
- Altice International : 
  - Altice Portugal, Hot (en Israël),
  - Altice Dominicana,
  - Teads,
  - et Altice Technical Services Europe (autre que la France) ;
- Altice Pay TV : la division Altice Content, les principaux droits sportifs (dont la Ligue des Champions et la Premier League anglaise), et d'autres droits de contenu premium (dont Discovery et NBCUniversal).